# عاطفة (اسم)
عاطفة هو اسم علم مؤنث من أصل عربي، ومعناه هو الحزينة المتحسرة المتلهفة.

## شخصيات تحمل الاسم
- عاطفة سهاله (21 سبتمبر 1987 – 15 أغسطس 2004)
- عاطفة يحيى آغا (20 أبريل 1975 – )

## وصلات خارجية
- موسوعة السلطان قابوس لأسماء العرب نسخة محفوظة 5 أبريل 2019 على موقع واي باك مشين.